# Auerbach (Górna Austria)
Auerbach – miejscowość i gmina w Austrii, w kraju związkowym Górna Austria, w powiecie Braunau am Inn. Liczy 565 mieszkańców.